# Loge Le Profond Silence
Loge Le Profond Silence is een vrijmetselaarsloge in Kampen opgericht in 1770, vallende onder het Grootoosten der Nederlanden.

## Geschiedenis

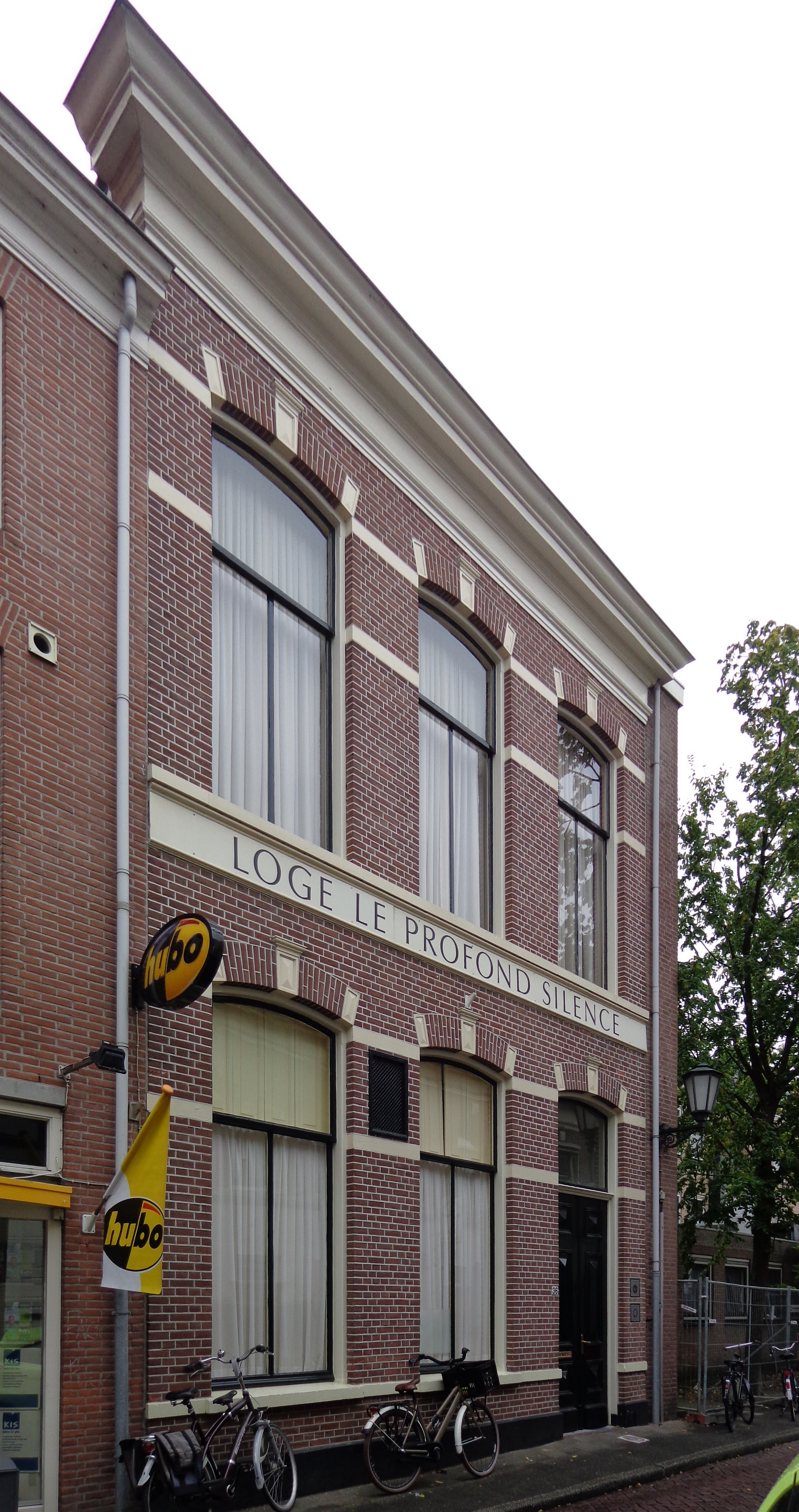
Logegebouw aan de Boven Nieuwstraat

De loge werd opgericht door Jacob Abraham de Mist, J.C. de Winter, Johan Lemker van Breda, Berend Frederik Schultz, E.W. Schultz, C. van Mekeren, G.J. Stennekes en Nicolaas Wonneman. De Mist was voorheen (1767) voorzittend Meester van de Loge La Vertu te Leiden. De constitutiebrief is gedateerd 20 juni 1770. De loge werd geïnstalleerd op 16 juli 1770 door de voorzittend Meester van de Loge La Vertu te Leiden, L. van Santen. De loge was in ruste in de perioden 1786–1790, 1794–1797 en 1831–1834.

## Naam en onderscheidingskleuren
De naam "Le Profond Silence" (de diepe stilte) duidt op de diepe stilte waarin de loge werd opgericht, daar de stad Kampen tegen de vrijmetselarij was. De loge moest in verborgenheid werken; zij koos ook daarom de kleuren zwart en goudgeel; licht in de duisternis.
Vrijmetselarij · Beginselen · Geschiedenis · Symbolen · Vrijmetselaarsloge · Ordegrondwet · Obediëntie · Regulariteit en irregulariteit · Ritus · Graden · Grootmeester · Gemengde vrijmetselarij · Para-vrijmetselarij · Antivrijmetselarij · Vrijmetselarij in Nederland · Vrijmetselarij in België · Internationale vrijmetselarij
>>> Meer info op Portaal:Vrijmetselarij <<<